# غلين روبرتس
غلين روبرتس (بالنرويجية البوكمول: Glenn Roberts)‏ (26 يونيو 1988 أوسلو النرويج - ) هو لاعب كرة قدم نرويجي يلعب كمهاجم.

## روابط خارجية
- غلين روبرتس على موقع IMDb (الإنجليزية)
- غلين روبرتس على موقع اتحاد النرويج (النرويجية)
- غلين روبرتس على موقع قاعدة بيانات كرة القدم.إي يو (الإنجليزية)